# Rolls-Royce Holdings
Rolls-Royce Holdings plc – brytyjskie przedsiębiorstwo branży elektromaszynowej, drugi co do wielkości producent silników lotniczych na świecie. Oprócz lotnictwa cywilnego i wojskowego, produkuje silniki do jednostek pływających, w tym do okrętów podwodnych.

## Historia
W 1904 roku powstała spółka Rolls-Royce Limited, stworzona przez Henry’ego Royce’a i Charlesa S. Rollsa, pierwotnie zajmująca się produkcją samochodów (patrz: Rolls-Royce Motor Cars). Pierwszy silnik lotniczy produkcji Rolls-Royce'a, Eagle powstał na potrzeby I wojny światowej w 1914 roku. Użyty m.in. do pierwszego przelotu z Wielkiej Brytanii do Australii. W latach 20. konstruował jednostki o oznaczeniu R. W czasie II wojny światowej Rolls-Royce produkował silniki Merlin, napędzające takie samoloty jak Supermarine Spitfire, Hawker Hurricane czy North American P-51 Mustang. Produkcja silników lotniczych wyparła produkcję samochodów jako główny obszar działalności przedsiębiorstwa. W 1953 rozpoczęto produkcję elementów do silników odrzutowych, m.in. do samolotu Boeing 707. W latach 60. pojawił się Harrier, samolot pionowego startu, z silnikami Pegasus produkcji Rolls-Royce’a. Silnik RB211 został wybrany jako jedyna jednostka napędzająca szerokokadłubowy Lockheed TriStar. Z powodu wysokich kosztów rozwojowych RB211 firma znalazła się na skraju bankructwa, co 23 lutego 1971 doprowadziło do jej nacjonalizacji. Działy produkcji samochodów i lotniczy przekształcone zostały w dwa odrębne przedsiębiorstwa. W 1973 roku dział produkcji samochodów (Rolls-Royce Motors Ltd.) został sprywatyzowany. Dział lotniczy pozostawał własnością państwa do 1987 roku, kiedy i on uległ prywatyzacji poprzez wprowadzenie na giełdę jako Rolls-Royce plc. W 1995 firma nabyła amerykańską wytwórnię Allison Engine Company.

## Silniki
Rolls-Royce produkował lub nadal produkuje silniki m.in. do:
- Allison T56(inne języki)
  - Lockheed C-130 Hercules[4]
  - Lockheed P-3 Orion
  - Grumman E-2 Hawkeye

- Rolls-Royce AE 2100
  - Saab 2000 (AE2100A)
  - Alenia C-27J Spartan (AE2100D2A)
  - Lockheed Martin C-130J Super Hercules(inne języki) (AE2100D3)

- Rolls-Royce AE 1107C-Liberty (T406)
  - Bell-Boeing V-22 Osprey

- Rolls-Royce Spey
  - Gulfstream II/Gulfstream III (RB.163)
  - Hawker Siddeley Trident (RB.163)
  - BAC One-Eleven (RB.163)
  - Fokker F28 (RB.183)
  - Blackburn Buccaneer (RB.168 Mk 101)
  - F-4K Phantom II (RB.168 Mk 202/203)
  - Hawker Siddeley Nimrod (RB.168 Mk 250)

- Rolls-Royce RB211
  - Lockheed L-1011 (RB211-22, RB211-524)
  - Boeing 747 (RB211-524)
  - Boeing 757 (RB211-535)
  - Boeing 767 (RB211-524)
  - Tu-204 (RB211-535)

- Rolls-Royce Trent(inne języki)

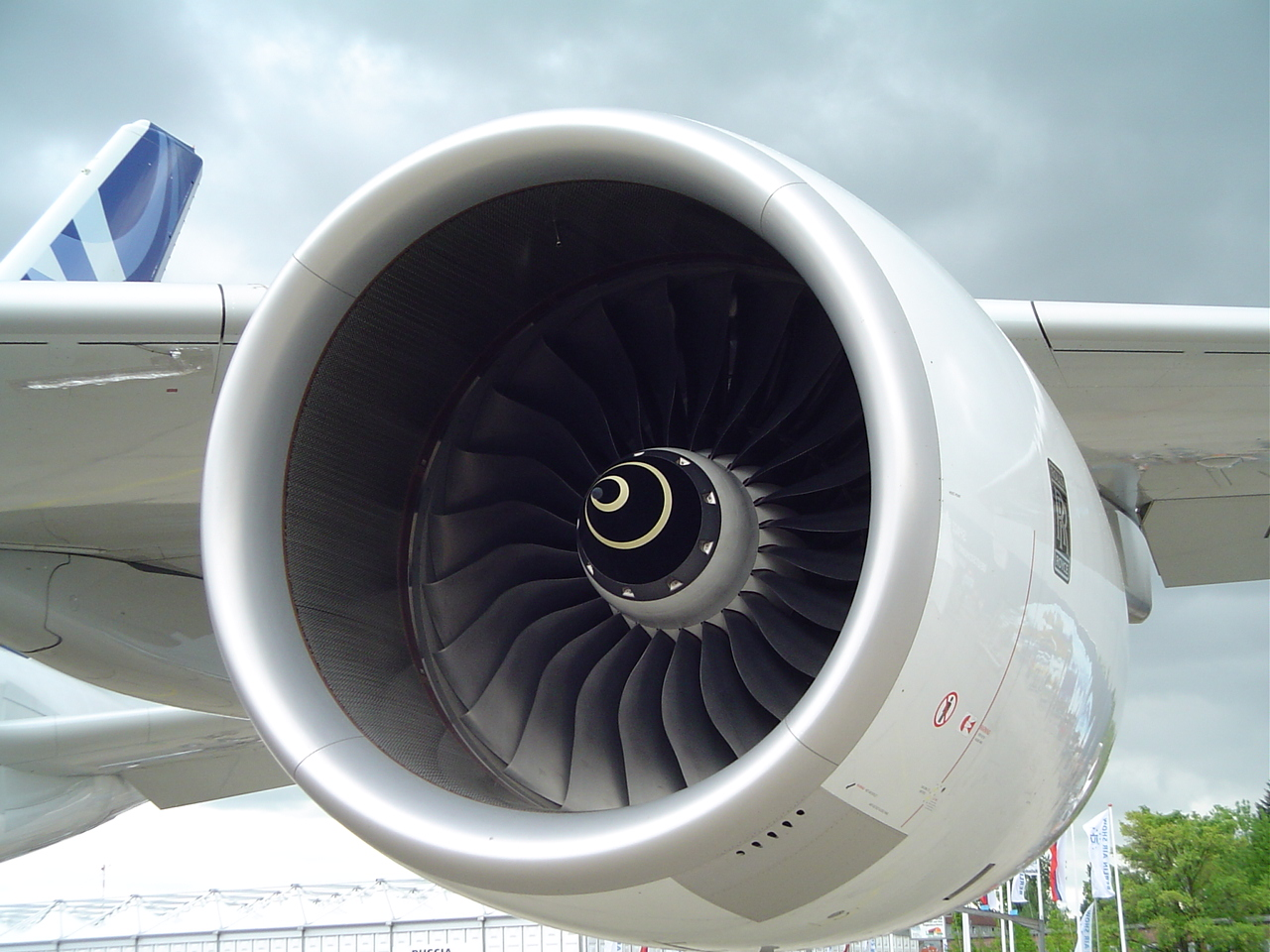
Silnik Rolls-Royce Trent 900 na samolocie Airbus A380

  - Airbus A330 (Trent 700, Trent 7000(inne języki))
  - Airbus A340-500/600 (Trent 500)
  - Airbus A380 (Trent 900)
  - Airbus A350 (Trent XWB)
  - Boeing 777-200/200ER/300 (Trent 800)
  - Boeing 787 (Trent 1000)

- Rolls-Royce AE 3007
  - Cessna Citation X
  - Embraer 145
  - RQ-4 Global Hawk

- Rolls-Royce RB.183 Tay
  - Fokker 70
  - Fokker 100
  - Gulfstream IV

- Rolls-Royce BR700
  - Bombardier Global Express(inne języki) (BR710)
  - Gulfstream V(inne języki) (BR710)
  - Boeing 717 (BR715)
  - Gulfstream G650 (BR725)

inne:
- Rolls-Royce Dart – Vickers Viscount (RB.53)
- Rolls-Royce Derwent – Gloster Meteor
- Rolls-Royce Gem – Westland Lynx
- Rolls-Royce RB.162 – Hawker Siddeley Trident 3B
- Rolls-Royce/Snecma Olympus 593 – Concorde
- Rolls-Royce Pegasus – Hawker Siddeley Harrier
- Rolls-Royce F402-RR-408 – McDonnell Douglas AV-8B Harrier II
- Turbo-Union RB199 (40%) – Panavia Tornado
- Eurojet EJ200 (34,5%) – Eurofighter Typhoon
- Pratt & Whitney F135-PW-600 (Rolls-Royce Lift System) – Lockheed F-35 Lightning II
- IAE V2500(do 2011 32,5%) – Airbus A320